# 海葵 (小说)
《海葵》是一部中國小說，作者贝客邦，于2021年出版。

## 剧情简介
一个公寓楼里有三件怪事，一个是女房东被性侵，但是凶手不详，还有一个人冒领父亲的退休金，并用一些方式将父亲的尸体保留，以及一家三口中的儿子失踪。
后来通过调查，确认女房东隔壁楼中卖瓷砖的商人曾在给女房东安装瓷砖的时候特意制作了一个密道，以用来做一些不可告人的事情；而女房东事后刚好把自己的房子租给了一对父子，儿子在父亲暴毙后继续冒领父亲的退休金；不仅如此，买瓷砖的商人的邻居还是那个丢了孩子的三口之家……
那天，小男孩因为一些原因看到了密道，结果却到了冒领父亲退休金的人的家中……
虽说案件解决了，小男孩也获救了，但是警方却总感觉和那个小男孩一起玩的小女孩却非常有问题。

## 衍生作品
电视剧《消失的孩子》根据该作品改编，与2022年上映。